# Trichodamon
Trichodamon is een geslacht van de zweepspinnen (Amblypygi), familie Phrynichidae. Het geslacht bestaat uit 3 nog levende soorten.

## Soorten
- Trichodamon froesi - Mello-Leitao, 1940
- Trichodamon princeps - Mello-Leitao, 1935
- Trichodamon pusillus - Mello-Leitao, 1936